# Jerzy Adamski
Jerzy Adamski (Sierpc, 14 marzo 1937 – Bydgoszcz, 6 dicembre 2002) è stato un pugile polacco.

## Palmarès

### Olimpiadi
- 1 medaglia:
  - 1 argento (Roma 1960 nei pesi piuma)

### Europei dilettanti
- 2 medaglie:
  - 1 oro (Lucerna 1959 nei pesi piuma)
  - 1 bronzo (Mosca 1963 nei pesi piuma)